# The Twelve Chairs
The Twelve Chairs is een Amerikaanse komische film van Mel Brooks die werd uitgebracht in 1970.
Mel Brooks' scenario is gebaseerd op de satirische novelle Двенадцать стульев (De Twaalf Stoelen, 1928) van het Russische schrijversduo Ilf en Petrov. Frank Langella debuteerde in deze film.

## Verhaal
Sovjet-Unie, tien jaar na de Russische Revolutie. Ippolit Vorobyaninov, een verarmde edelman afkomstig uit een aristocratische familie uit de tijd van het Keizerrijk Rusland, verneemt aan het sterfbed van zijn schoonmoeder dat zij destijds de familiejuwelen heeft verstopt om te vermijden dat de Bolsjewieken ermee aan de haal gingen. Net zoals de Russisch-orthodoxe priester die haar de Heilige olie is komen toedienen gaat Vorobyaninov op zoek naar de twaalf verdwenen stoelen van de eetkamer van zijn schoonfamilie. De juwelen zijn ingenaaid in een van die stoelen. Weldra krijgt Vorobyaninov het gezelschap van een kunstenaar die eigenlijk een dakloze oplichter is.

## Rolverdeling
| Acteur            | Personage            |
| ----------------- | -------------------- |
| Frank Langella    | Ostap Bender         |
| Dom DeLuise       | Father Fyodor        |
| Ron Moody         | Ippolit Vorobyaninov |
| Mel Brooks        | Tikon                |
| Diana Coupland    | Madame Bruns         |
| Andréas Voutsinas | Nikolai Sestrin      |
| Will Stampe       | Night Watchman       |
| Elaine Garreau    | Claudia Ivanovna     |